# Sierzchów (województwo łódzkie)
Sierzchów – wieś w Polsce położona w województwie łódzkim, w powiecie skierniewickim, w gminie Bolimów.
Wieś duchowna położona była w drugiej połowie XVI wieku w powiecie sochaczewskim ziemi sochaczewskiej województwa rawskiego. Była wsią klucza kompińskiego arcybiskupów gnieźnieńskich.
W latach 1973–1992 w gminie Nieborów.
W latach 1975–1998 miejscowość położona była w województwie skierniewickim.
W miejscowości położony jest niemiecki schron z 1944 typu Regelbau 668 z dobudowanym Ringstand 58c